# Xylostola olivacea
Xylostola olivacea är en fjärilsart som beskrevs av George Francis Hampson 1909. Xylostola olivacea ingår i släktet Xylostola och familjen nattflyn. Inga underarter finns listade i Catalogue of Life.